# Verwaltungsgemeinschaft Schmidgaden
Die Verwaltungsgemeinschaft Schmidgaden im Oberpfälzer Landkreis Schwandorf wurde im Zuge der Gemeindegebietsreform in Bayern am 1. Mai 1978 gegründet und zum 1. Januar 1986 wieder aufgelöst.
Der Verwaltungsgemeinschaft gehörten die Gemeinden Schmidgaden und Fensterbach an. 